# 中島瞳
中島 瞳（なかじま ひとみ、2004年9月27日 - ）は、女子競輪選手。日本競輪選手会埼玉支部所属、ホームバンクは大宮競輪場。日本競輪選手養成所（以下、養成所）第126期生。師匠は太田真一（75期）。

## 来歴
幼稚園の頃からマウンテンバイクをしており、埼玉県立川越工業高等学校に進学後はトラック競技も始める。在学中は、3年生であった2022年の全国高等学校選抜自転車競技大会500mタイムトライアルで1位となるなど実績を残した。2年生の終わり頃に進路で悩んでいたとき、母校に指導に来ていた師匠の太田真一からガールズケイリンを勧められ、ガールズケイリンの道に進むことを決意。2023年1月19日、第126回養成所選手候補生入所試験に技能試験で合格。
養成所在所中は、第3回記録会で仲澤春香、髙木萌那、大浦彩瑛とともにゴールデンキャップを獲得。卒業式直前に行われた卒業記念レースでは、予選2走とも1着で勝ち上がるも決勝戦は5着。卒業記念レースも含めた在所中の競走訓練成績は、38勝で2位。
2024年5月10日、平塚FII（ルーキーシリーズ）でデビュー（デビュー戦は2着）。初勝利は次戦の5月24日、函館FII（ルーキーシリーズ）初日第6レース。
2025年1月28日、小倉FIIで初優勝。8月4日の平塚FIIで2回目の優勝。